# Svāmī Dayānanda Sarasvatī
Svāmī Dayānanda Sarasvatī  (1824-1883), est un penseur indien.

## Biographie
Il est né dans une famille brahmane de Tankara (en). Son dernier guru, celui qui lui enseigne la grammaire de Pāṇini à Mathura, est Svāmī Virajānanda Sarasvatī. Dayānanda fonde l'Ārya Samāja, aussi écrit Ārya-Samāj, en 1875. Il écrit un commentaire sur les Védas, préfacé d'une Introduction au commentaire sur les Vedās. 
Parmi ses œuvres, la deuxième édition du Satyārtha prakāśa est la plus populaire. Il est dit que Dayānanda soutenait les éloges, les prières et la méditation d'un seul Dieu, l'égalité de tous les hommes, la gratuité de l’éducation et l'éducation des filles. Il soutient aussi les orphelins, la reconversion – śuddhi, la protection des vaches, le hindi, les produits fabriqués au pays et l'indépendance politique. Ces deux derniers repris par d'autres s'écrivent aussi Swadeshi et Swaraj.